# Nehela aterrima
Nehela aterrima är en insektsart som beskrevs av William Lucas Distant 1917. Nehela aterrima ingår i släktet Nehela och familjen dvärgstritar. Inga underarter finns listade i Catalogue of Life.